# 乌苏里船歌
《乌苏里船歌》是根据赫哲族民歌曲调改编的、由民歌歌唱家郭颂演唱的一首歌曲。这首歌曲具有鲜明的东北地方色彩，被认为是地道的赫哲族新民歌，而且已经成为赫哲族的文化象征和标志。
乌苏里江位于黑龙江省东部，中国的最东端，是中国和俄罗斯的界河。赫哲族主要分布于黑龙江、松花江和乌苏里江交汇构成的三江平原和完达山余脉，是中国人口最少的民族之一。

## 历史
《乌苏里船歌》创作于1962年，由胡小石和郭颂作词，郭颂和汪云才改编曲调。1961年，第一届哈尔滨之夏音乐会成功举办，在全国影响很大，但是原创作品较少。为筹备第二届哈尔滨之夏音乐会，省内的音乐创作者纷纷到各地采风。作为中国人口最少的民族之一，赫哲族在新中国成立之后，生活迅速得到改善，他们的事例引起了作者们的关注。胡小石和汪云才来到了赫哲族的聚居地乌苏里江畔的四排赫哲族乡，与赫哲渔民同吃同住。据胡小石回忆，民间艺人葛德胜演唱的伊玛堪和付万金演唱的各种赫哲族民歌，给两位作者带来了不少灵感，特别是作曲家汪云才，把当时流传的嫁令阔、伊玛堪的旋律用手记谱的方式全都记录下来，几乎将能搜集到的民歌一网打尽，哪怕只有一两句曲调也记录下来。
采风归来以后，他们和郭颂一起在赫哲族民间曲调《想情郎》的基础上进行艺术再创作，反复修改历时大半年之后才正式定稿。其后郭颂受文化部派遣出访日本，他在非正式演出时试唱了几次新作品，效果很好；归国途中经过香港，他也演唱了这首歌，反响热烈，还录制了这首歌的第一张唱片。1962年在北京的一场民族唱法歌唱家（郭兰英、胡松华和郭颂）联合音乐会上，郭颂第一次在大陆正式演唱了《乌苏里船歌》。不久之后，中央人民广播电台将这首歌录制成了“每周一歌”，在黄金时段向全国播放。中国唱片公司也出版了这首歌的唱片，获得了首届“金唱片奖”。
20世纪80年代初，由作曲家瞿希贤改编的无伴奏合唱曲《乌苏里船歌》版本被联合国教科文组织选入亚太地区音乐教材。

## 曲调背景
嫁令阔，是赫哲语音译，为“唱歌”之意，是除歌舞曲（“哈康布力”歌曲）、说唱（伊玛堪）调和萨满歌曲以外所有传统民歌的泛称，包括小调、小曲、号子、儿歌等多种体裁。目前，嫁令阔已经入选国家非物质文化遗产名录。嫁令阔演唱的内容大都与打鱼狩猎有关，除渔歌、猎歌外，还有赞歌、情歌、悲歌等，而《乌苏里船歌》属于赞歌这一类别。
《乌苏里船歌》主体部分依据的这段赫哲族民歌“嫁令阔”调，在赫哲族中家喻户晓，也是最具代表性的赫哲族传统民间曲调。它一曲多用，多首名称不同的赫哲族民歌都用这首曲调演唱，如《狩猎的哥哥回来了》，以及《想情郎》、《我的家乡多美好》、《等阿哥》。

## 歌曲结构
《乌苏里船歌》的曲体结构是加引子和尾声的单乐段结构形式，完全承袭了赫哲族传统民歌的结构体式。
第一部分序唱是根据赫哲族的说唱音乐“伊玛堪”改编的散板性引子，曲调华丽繁缛，畅快大气。引子部分的衬词来源于“赫呢哪”衬腔。“赫呢哪”调从传统上原是赫哲族女子演唱的歌调，与嫁令阔一样，男女演唱互不相混。全曲无正词，只用“赫、呢、哪”三个衬字反复、重叠变化着自吟自唱，有很强的自娱性和即兴性，多在家中织鱼网、熟鱼皮、兽皮和晾晒鱼肉和兽肉干时演唱。后随着与男子共同劳动，为男子所喜唱，将“赫呢哪”调中的衬词运用到嫁令阔的曲调中。“啊郎赫赫呢哪”的呼唤与紧接着的回声模仿，实虚相间，使人感到晨曦未晞。
第二部分是歌曲主体部分，也是唱曲中心部分和主要唱词部分，是根据赫哲族民歌改编的行板。主题音乐旋律运用了中国传统民歌“起承转合”四乐句结构。共三段歌词，第一段描写赫哲族渔民在江面打鱼的场面，第二段描写大顶子山和船帆的景象，第三段描写赫哲族人民走上幸福路的喜悦心情。
第三部分是用“伊玛堪”改编的散板性的尾声，仍只用虚词，与第一段的引子相呼应。

## 歌曲特点
赫哲族是以渔猎为其主要生产方式的民族，划船、捕鱼是其主要的劳动内容。《乌苏里船歌》的旋律进行与节奏形态特征，无不显现渔猎生产劳动的印记。《乌苏里船歌》以赫哲族民歌曲调的核心风格——“波浪型”旋律线条为主，级进与跳进相结合，给人以波浪起伏、浪花滚滚的感觉；而其节奏特点是“划动型”，主要由“长短型+平均型+长型”构成，类似划船时双手前推与回摆双桨的动作节奏。

## 著作权纠纷案
1999年11月，中央电视台与南宁市政府共同主办了 “1999南宁国际民歌艺术节”开幕式晚会。在郭颂演唱完《乌苏里船歌》后，主持人说：“刚才郭颂老师演唱的《乌苏里船歌》明明是一首创作歌曲，但我们一直以为它是赫哲族人的传统民歌。”黑龙江省饶河县四排赫哲族乡政府认为，《乌苏里船歌》是基于赫哲族人民在长期劳动和生活中逐渐产生的反映赫哲族民族特点、精神风貌和文化特征的民歌曲调改编而成，郭颂及相关单位侵犯了其著作权，向北京市第二中级人民法院提起了诉讼。北京市第二中级人民法院判决认定：《乌苏里船歌》的主曲调是郭颂等人在赫哲族民间曲调《想情郎》的基础上进行的艺术再创作，改编成的作品。郭颂等人使用作品《乌苏里船歌》时，应该客观地注明该歌曲曲调是源于赫哲族传统民间曲调改编。
《乌苏里船歌》案是中国第一起民间文学艺术作品著作权纠纷案, 也是中国第一起少数民族文化权利保障纠纷案。